# 岩永汪
岩永 汪（いわなが おう、1889年〈明治22年〉8月20日 - 1960年〈昭和35年〉1月19日）は、大日本帝国陸軍軍人。最終階級は陸軍中将。

## 経歴
福岡県出身。1912年（明治45年）陸軍士官学校第24期卒業、陸軍歩兵少尉に任官。のち1920年（大正9年）陸軍大学校に入校し、1923年（大正12年）同校第35期卒業。
独立守備歩兵第6大隊長、留守第10師団参謀長を経て、1937年（昭和12年）陸軍歩兵大佐となり、さらに1938年（昭和13年）第110師団参謀長（北支那方面軍）に任官。支那事変に出征し、京漢線の警備に当たった。翌年の1939年（昭和14年）陸軍少将・第7独立守備隊長を経て、1941年（昭和16年）第34歩兵団長（第11軍、第34師団）として南昌に駐屯。
大東亜戦争が開戦すると1942年（昭和17年）独立混成第9旅団長（第1軍）に転じ、直隷省中心部の警備に当たり、長沙作戦の増援に出る。
1943年（昭和18年）陸軍中将・第116師団長（第20軍）に任官し、常徳攻略の主力兵団として奮戦。また、湘桂作戦でも長沙・衡陽を陥落させた。
その後は本土決戦に備え1945年（昭和20年）3月に西部軍管区司令部附となり、さらに翌月の4月には第155師団長（第2総軍、第15方面軍、第44軍）に任官。高知県香美郡にて終戦を迎えた。
1947年（昭和22年）11月28日、公職追放仮指定を受けた。

## 栄典
位階
- 1913年（大正2年）2月20日 - 正八位[7]

勲章等
- 1933年（昭和8年）8月3日 - 勲四等瑞宝章[8]
- 1940年（昭和15年）8月15日 - 紀元二千六百年祝典記念章[9]